# Herreria montevidensis
Herreria montevidensis är en sparrisväxtart som beskrevs av Johann Friedrich Klotzsch och August Heinrich Rudolf Grisebach. Herreria montevidensis ingår i släktet Herreria och familjen sparrisväxter. Inga underarter finns listade i Catalogue of Life.